# Cơm cháy (thực vật)
Cơm cháy (danh pháp khoa học: Sambucus javanica) là loài thực vật có hoa, rụng lá theo mùa, thuộc họ Adoxaceae. Cây Cơm cháy được Caspar Georg Carl Reinwardt và Carl Ludwig von Blume mô tả khoa học lần đầu năm 1826. Nguồn gốc từ vùng nhiệt đới và cận nhiệt đới, cây cơm cháy được tìm thấy trong tự nhiên ở khu vực Đông Nam Á, Ấn Độ, Buhtan, miền nam Trung Quốc, Nhật Bản. Cây sinh trưởng lâu năm, cao từ 1-2m, chủ yếu là mọc dạng bụi.